# Tetra (Album)
Tetra ist ein Jazzalbum von Julian Argüelles. Die am 18. Januar 2014 im Rymer Auditorium des Music Research Centre, University of York, entstandenen Aufnahmen erschienen 2015 auf Whirlwind Recordings. Der Titel des Albums ist der griechischen Vorsilbe der Zahl vier (τέτταρες) entlehnt.

## Hintergrund
Seit der Saxophonist und Komponist Julian Argüelles in den späten 1980er-Jahren als jüngstes Mitglied der bahnbrechenden Loose Tubes zum ersten Mal auf das britische Jazzpublikum aufmerksam wurde, habe er sich zu einem der angesehensten Jazzmusiker des Landes entwickelt, einem Spieler, Autor und Arrangeur von internationalem Ruf, schrieb Ian Mann. 2014 veröffentlichte Arguelles mit Circularity ein Album in einer Jazzquartettbesetzung, mit Dave Holland am Bass, Martin France am Schlagzeug und dem 2015 verstorbenen John Taylor am Piano (in fast gleicher Besetzung war bereits 1991 sein Album Phaedrus entstanden). Zum Saxophonisten Julian Argüelles gesellten sich auf dem nachfolgenden Album Tetra nach Ansicht von John Fordham einige der führenden jüngeren Jazzmusiker Großbritanniens, nämlich Kit Downes am Piano, Sam Lasserson am Bass und James Maddren am Schlagzeug.

## Titelliste
- Julian Argüelles: Tetra (Whirlwind Recordings WR4678)[3]

1. Hugger Mugger	1:43
2. Yada Yada	6:13
3. Hurley Burley	7:38
4. Hocus Pocus	7:00
5. Nitty Gritty	10:36
6. Asturias	8:16
7. Fugue	5:40
8. Iron Pyrite	10:23

Die Kompositionen stammen von Julian Argüelles.

## Rezeption

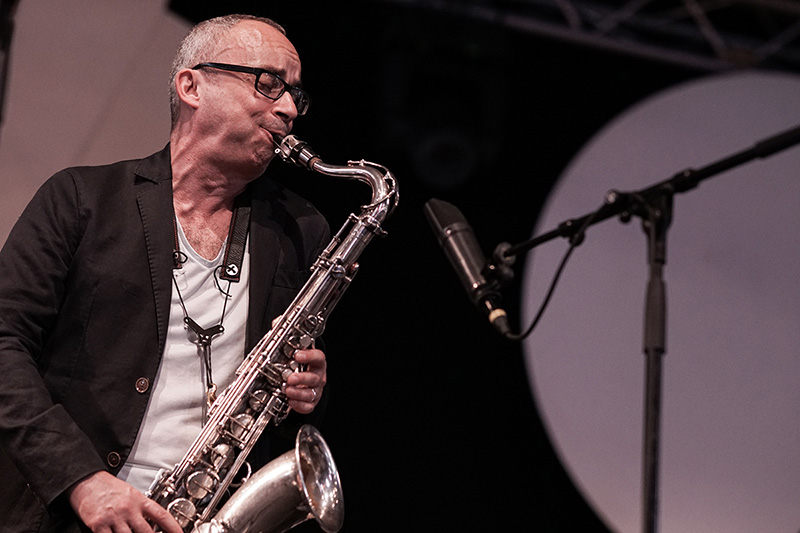
Julian Argüelles beim Aarhus Jazz Festival 2017

Ursprünglich als fortlaufende Suite konzipiert, jetzt aber in einzelne Einheiten zerlegt, behalte die Musik, die auf Tetra zu hören ist, einen starken Sinn für Zweck, eine Qualität, die durch die reimenden, manchmal scherzhaften Melodietitel keineswegs untergraben werde, schrieb Ian Mann in JazzMann. Tetra sei ein hervorragendes Album, das sowohl durch die Qualität seiner Kompositionen als auch des Spiels beeindrucktem. Es stehe locker auf Augenhöhe mit Phaedrus und Circularity – und auch ganz oben auf der Liste der besten Werke von Arguelles. Der Auftritt mit dieser großartigen jungen Band habe ihm zweifellos neues Leben eingehaucht zu haben.
John Fordham schrieb im Guardian, Argüelles habe mit diesem Album sein beständiges Talent für freizügige Jazz-Unternehmungen voller markanter Kompositionen unter Beweis gestellt. Kit Downes würde fließend einfallsreiche Grooves beherrschen und in eigenständigen Episoden faszinieren, und Maddren und Lasserson seien sowohl für den Vordergrund als auch für die Untermauerung dieser lebendigen Musik von entscheidender Bedeutung. Dies sei im Kern ein [gewöhnliches] Jazz-Album, das jedoch voller ungewöhnlicher Überraschungen stecke.
Julian Argüelles treibe sich ständig voran und suche nach neuen Melodien, neuen Ideen, neuen Wegen, meint Cormac Larkin (Irish Times). Wenn er es nicht immer schaffe, wenn es Momente gebe, in denen sein großer, großzügiger Sound knackt oder quietsche, sei das Teil des Reichtums seiner Klangwelt, ein Beweis für seine Ehrlichkeit als Improvisator. Dabei habe sein Quartett ein Ohr für die Geschichte des Jazz und das andere für „eine schöne neue Post-Genre-Welt“, und ihr Spiel werde auch den unvergesslichen Melodien des Bandleaders gerecht.